# Francisco García-Verdugo
Francisco Javier García-Verdugo Garrido (Madrid, 6 de julio de 1934-Talavera de la Reina, Toledo, 9 de junio de 2017) fue un entrenador y jugador de fútbol español que jugaba en la demarcación de defensa.

## Biografía
Debutó como futbolista a los 16 años con el Talavera CF en 1950. Posteriormente pasó por el CD Toledo, CD Logroñés, Atlético de Madrid, Real Zaragoza y por el Xerez CD, en el que permaneció dos temporadas, dado que el club descendió de categoría, siendo traspasado al Cádiz CF. Seguidamente fichó por el Real Valladolid, haciendo su debut en la Primera División, llegando a descender y ascender en dos temporadas con el club vallisoletano. En 1963 fichó por el Valencia CF, donde jugó otras dos temporadas, cedido en el CE Sabadell entre las dos. Finalmente, y tras dos años en el Deportivo de La Coruña se retiró como futbolista en 1968.
Un año más tarde el CD Tenerife se hizo con los servicios de García-Verdugo para el puesto de entrenador en la Segunda División. Tras un breve período de tiempo en el Córdoba CF y en el Gimnàstic de Tarragona, en 1976 fichó por el Rayo Vallecano, con el que logró el primer ascenso del club a Primera División, consiguiendo además ninguna derrota en casa. También entrenó al CA Osasuna, Deportivo de La Coruña y Real Burgos CF. Asimismo fue segundo entrenador de Leo Beenhakker en el Zaragoza.
Falleció el 9 de junio de 2017 en Talavera de la Reina a los 82 años de edad.

## Clubes

### Como futbolista
| Club                   | País   | Año       | Partidos | Goles |
| ---------------------- | ------ | --------- | -------- | ----- |
| Talavera CF            | España | 1950-1952 |          |       |
| CD Toledo              | España | 1952-1953 |          |       |
| CD Logroñés            | España | 1953-1954 | 21       | 0     |
| Atlético de Madrid     | España | 1954      | 0        | 0     |
| Real Zaragoza          | España | 1954-1955 | 8        | 0     |
| Xerez CD               | España | 1955-1958 | 80       | 7     |
| Cádiz CF               | España | 1958-1960 | 63       | 2     |
| Real Valladolid        | España | 1960-1963 | 97       | 0     |
| Valencia CF            | España | 1963-1964 | 8        | 0     |
| CE Sabadell (cedido)   | España | 1964-1965 | 29       | 0     |
| Valencia CF            | España | 1965-1966 | 28       | 0     |
| Deportivo de La Coruña | España | 1966-1968 | 9        | 0     |

### Como entrenador
| Club                   | País   | Año       |
| ---------------------- | ------ | --------- |
| Tenerife Atlético      | España | 1969-1971 |
| CD Tenerife            | España | 1971-1972 |
| UD Salamanca           | España | 1971-1972 |
| Córdoba CF             | España | 1973      |
| Gimnàstic de Tarragona | España | 1974-1975 |
| Rayo Vallecano         | España | 1976-1977 |
| CA Osasuna             | España | 1977-1979 |
| Deportivo de La Coruña | España | 1979-1980 |
| Deportivo Aragón       | España | 1981-1982 |
| Real Burgos CF         | España | 1984-1985 |